# Удельная поверхность
Удельная поверхность — усреднённая характеристика размеров внутренних полостей (каналов, пор) пористого тела или частиц раздробленной фазы дисперсной системы.

## Выражение удельной поверхности
Удельную поверхность выражают отношением общей поверхности пористого или диспергированного в данной среде тела к его объёму или массе. Удельная поверхность пропорциональна дисперсности или, что то же, обратно пропорциональна размеру частиц дисперсной фазы.

## Значение удельной поверхности
От величины удельной поверхности зависят поглотительная способность адсорбентов, эффективность твёрдых катализаторов, свойства фильтрующих материалов. Удельная поверхность активных углей составляет 500—1500, силикагелей — до 800, макропористых ионообменных смол — не более 70, а диатомитовых носителей для газожидкостной хроматографии — менее 10 м2/г. Удельная поверхность характеризует дисперсность порошкообразных материалов: минеральных вяжущих веществ, наполнителей, пигментов, пылевидного топлива и др. Величина их удельной поверхности обычно находится в пределах от десятых долей до нескольких десятков м2/г.
Измеряемая величина удельной поверхности зависит от размеров сорбируемых молекул. Одно и то же вещество при сорбции крупных молекул имеет меньшую удельную поверхность, при сорбции мелких молекул имеет большую удельную поверхность. Для крупных молекул поверхность мелких пор, измеренная сорбцией мелких молекул, как бы и не существует. Поэтому, кроме удельной поверхности, важной характеристикой пористых тел является распределение поверхности пор по радиусам пор (распределение пор по радиусам).

## Определение удельной поверхности
Удельную поверхность чаще всего определяют по количеству адсорбированного материалом инертного газа и по воздухопроницаемости слоя порошка или пористого материала. Адсорбционные методы позволяют получать наиболее достоверные данные.
Для определения удельной поверхности и распределения пор по радиусам пористых тел по теории БЭТ методом сорбции азота при температуре жидкого азота итальянская фирма Карло Эрба выпускала прибор «Сорптоматик» (время измерения — приблизительно один образец в сутки).

## Удельная поверхность грунтов
1. песок {\displaystyle \gamma }=100 {\displaystyle {\frac {cm^{2}}{gr}}}
2. глина {\displaystyle \gamma }=1000000-10000000 {\displaystyle {\frac {cm^{2}}{gr}}}